# Lagoa Dourada FM
Rádio Lagoa Dourada FM é uma estação de rádio sediada em Ponta Grossa, no Paraná. Opera em FM 105,3 mHz.  Pertence a Márcio Martins assim como a sua irmã, Rádio T. 
Seus estúdios ficam no bairro Uvaranas, na cidade matriz de operação, mais especificamente na sede do Grupo Gtcom, juntamente com a Rádio T Ponta Grossa e com a exceção da Rádio 93.1.
Desde 27 de abril de 2022 o sinal é retransmitido para Telêmaco Borba, por uma concessão educativa autorizada em FM 92,9 mHz, reforçando o sinal no norte dos Campos Gerais. Em 28 de junho de 2023 deixou de operar em 90,9 mHz, devido a melhoria no porte técnico.
Sua programação é voltada ao jornalismo e é intercalada com músicas no formato adulto-contemporâneo, exibindo uma programação semelhante (na maior parte) a exibida nas últimas semanas da sua antecessora, Rádio Difusora. O nome fantasia é devido uma lagoa com a mesma denominação que está localizada no Parque Estadual de Vila Velha.

## História

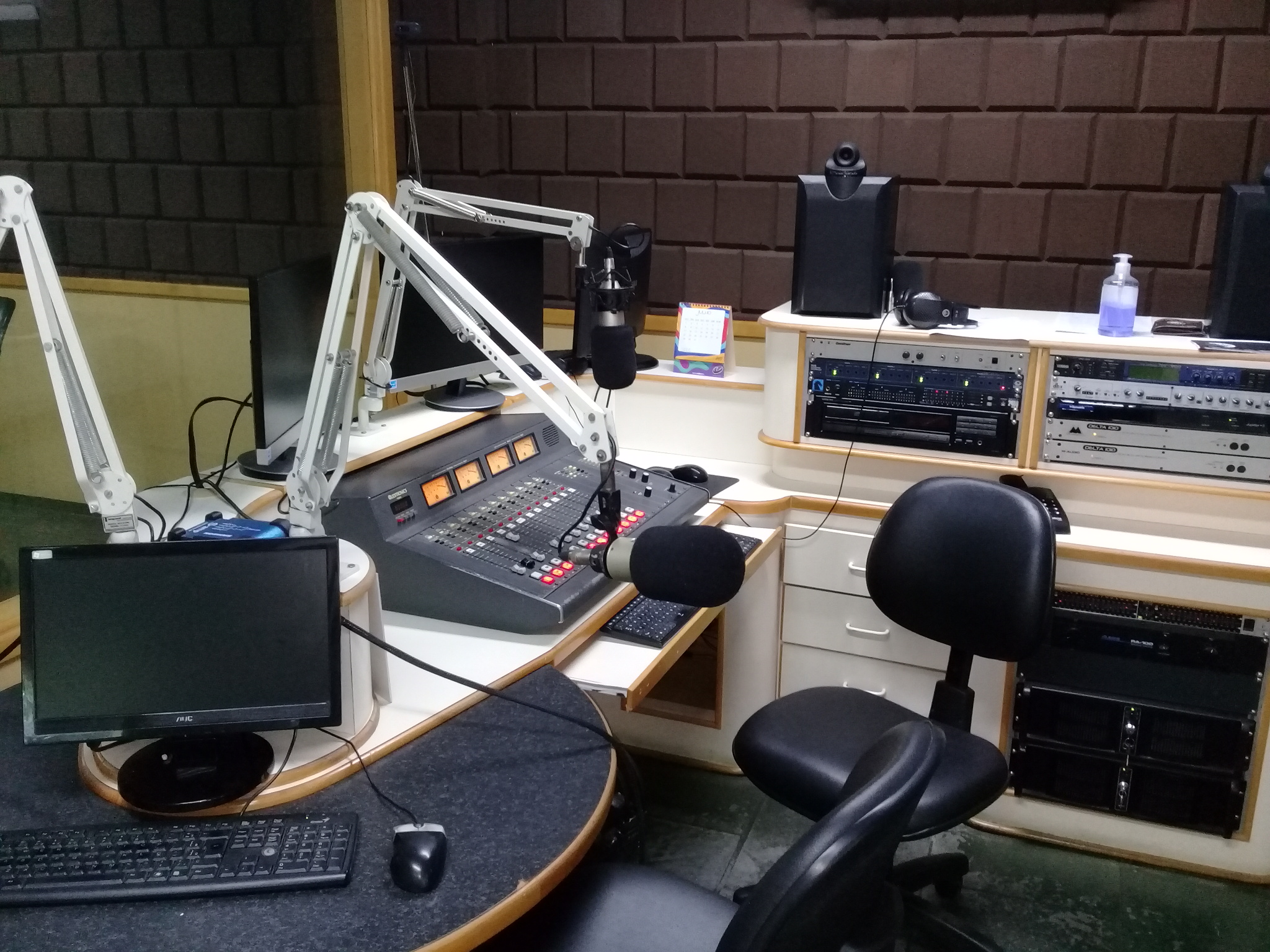
Antigo estúdio da emissora em frente ao Parque Ambiental Gov. Manoel Ribas

A emissora já esteve no ar desde 26 de novembro de 1980 como Rádio Lagoa Dourada (utilizando-se de outras frequências) e possuía uma programação mais adulta, pertencente até então a Diocese de Ponta Grossa, os estúdios ficavam junto ao da Rádio Sant'Ana. A rádio foi idealizada por Nívia Sâmara, ela dirigia a emissora que foi comprada pelo seu marido, o empresário Jamil João Sâmara, tio de Márcio Martins.

### Web rádio
A emissora voltou a existir como web rádio em dezembro de 2012 pelo suporte de player do portal radios.com.br, inclusive com vinhetas dos anos iniciais que foi ao ar pela 97.3 FM e incluindo músicas mais recentes mas mantendo o estilo de origem.

### Retorno no rádio FM
Em 11 de maio de 2020, a estação retorna através da 105.9 mHz (fruto da migração AM-FM), tendo como alvo parte da programação que leva o seu nome, retomando depois de 19 anos, desta vez com maior foco no jornalismo dinâmico como um "carrossel holandês", tendo um leve gosto de rádio all news mas intercalada com músicas. Consiste em uma rotatividade entre locutores (não havendo mais programas como horários específicos). A maior parte da equipe que esteve na Difusora FM continua no canal. Márcio Martins, diretor da emissora disse que terá espaço para todas as posições políticas, teoricamente "apartidário". Além disso, ele disse que apenas é uma mudança de nome e que tudo tem "começo, meio e fim". De todo modo se encerra a programação da migrante que ocupava o canal há quase 3 anos e encerrado as transmissões com o nome fantasia em seus 60 anos.
Em 28 de junho de 2023 deixou de operar em 105,9 mHz para transmitir a partir da frequência atual, devido a promoção de classe.